# Martainville-Épreville
Martainville-Épreville település Franciaországban, Seine-Maritime megyében. Lakosainak száma 730 fő (2022. január 1.). Martainville-Épreville Auzouville-sur-Ry, Bois-d’Ennebourg, Bois-l’Évêque, Grainville-sur-Ry, Ry, Saint-Denis-le-Thiboult és Servaville-Salmonville községekkel határos.

## Népesség
A település népességének változása:
| Lakosok száma | 708  | 705  | 710  | 697  | 693  | 714  | 716  | 715  | 730  |
|               | 2013 | 2015 | 2016 | 2017 | 2018 | 2019 | 2020 | 2021 | 2022 |